# Чемпионат Европы по фигурному катанию 1892
Чемпионат Европы по фигурному катанию 1892 года — был, как и предыдущий, организован германо-австрийским клубом  «Deutscher und Österrreichischer Eislaufverband». Турнир прошёл в Вене в январе 1892 года. Международный союз конькобежцев ещё не был образован. 
В соревнованиях участвовали только мужчины и проходили они по программе обязательных упражнений. Победил Эдуард Энгельманн-младший, которому не было равных в Европе и на следующих двух чемпионатах.

## Участники
В чемпионате приняло участие 8 спортсменов из 3-х стран.
| Место | имя                 | Страна   | Баллы |
| ----- | ------------------- | -------- | ----- |
| 1     | Эдуард Энгельманн   | Австрия  |       |
| 2     | Тибор фон Фёльдвари | Венгрия  |       |
| 3     | Георг Захариадес    | Австрия  |       |
| 4     | Карл Кайзер         | Австрия  |       |
| 5     | Йозеф Нови          | Австрия  |       |
| 6     | Густав Хюгель       | Австрия  |       |
| 7     | Альфред Клемент     | Австрия  |       |
| 8     | Фриц Арендт         | Германия |       |
| WDR   | Карл Заге           | Австрия  | -     |
| WDR   | Фриц Рем            | Германия | -     |

- WDR = снялся с соревнований

Судьи:
- Л. Штиклер
- Й. Эрлих
- М. Мича
- Ф. Вольф
- Биберхофер
- К. Фельгель
- К. Филлунгер
- Э. Шмидт
- А. Тушель
- М. Вирт